# خاسف نوفل محمد
خاسف نوفل محمد (27 أكتوبر 1997 بالقبة في الجزائر - ) هو لاعب كرة قدم جزائري في مركز الدفاع.

## روابط خارجية
- خاسف نوفل محمد على موقع قاعدة بيانات كرة القدم.إي يو (الإنجليزية)
- خاسف نوفل محمد على موقع ناشيونال فوتبول تيمز (الإنجليزية)
- خاسف نوفل محمد على موقع Soccerway.com (الإنجليزية)